# Zozoriqui
Zozoriqui är en ort i Mexiko.   Den ligger i kommunen El Fuerte och delstaten Sinaloa, i den västra delen av landet, 1 200 km nordväst om huvudstaden Mexico City. Zozoriqui ligger 64 meter över havet och antalet invånare är 346.
Terrängen runt Zozoriqui är platt. Runt Zozoriqui är det ganska glesbefolkat, med 23 invånare per kvadratkilometer. Närmaste större samhälle är El Fuerte de Montes Claros, 14,4 km nordost om Zozoriqui. I omgivningarna runt Zozoriqui växer huvudsakligen savannskog.